# 重松一義
重松 一義（しげまつ かずよし、1931年 - ）は、日本の法制史研究者、犯罪学者。

## 略歴
愛媛県松山市生まれ。中央大学法学部卒業。
矯正研修所教官（行刑史・少年保護史）、中央学院大学法学部教授（刑事政策・日本法制史・法学）、同比較文化研究所長、2002年定年退任。
犯罪と非行に関する全国協議会常任理事・福岡県警察史編纂顧問・網走監獄保存財団顧問・東京家庭裁判所調停委員。

## 著書
- 北海道行刑史 図譜出版、1970.
- 日本刑罰史年表 雄山閣出版、1972.
- 明治内乱鎮撫記 岩村通俊の生涯と断獄史上の諸群像 プレス東京、1973.
- 刑事政策の理論と実際 雄山閣出版、1974.
- 絵島高遠流罪始末 日本行刑史研究会、1976.
- 少年懲戒教育史 第一法規出版、1976.12.
- 近代監獄則の推移と解説 現行監獄法への史的アプローチ 北樹出版、1979.9.
- 法学概論 現代法学の基礎 成文堂、1983.4.
- 名典獄評伝 明治・大正・昭和三代の治蹟 日本行刑史研究会、1984.1.
- 図鑑日本の監獄史 雄山閣出版、1985.4.
- 日本刑罰史蹟考 成文堂、1985.9.
- 江戸の犯罪白書 十手・捕縄・御用提灯-百万都市の罪と罰 PHP研究所、1986.3. 21世紀図書館　のち文庫
- 外国人刑事法制体系化への史的試論 史実・文献の収集と対象領域の探索 中央学院大学総合科学研究所、1986.7
- 日本法制史稿要 敬文堂、1987.4.
- 大江戸女ばなし したたかな"庶民の女"の人生模様 PHP研究所、1988.2.
- 刑事政策講義 信山社出版、1990.9.
- 死刑制度必要論 その哲学的・理論的・現実的論拠 信山社出版、1995.11. 法学の泉
- 東北隠れ切支丹弾圧の研究 藤沢町文化振興協会、1996.1.
- 漫画考現学 そこに知る子ども世界の理解と批評 近代文芸社、1996.3.
- 鬼平・長谷川平蔵の生涯 新人物往来社、1999.3.
- 図説刑罰具の歴史 世界の刑具・拷問具・拘束具 明石書店、2001.1.
- 図説世界の監獄史 柏書房、2001.4.
- 三池集治監小史 大牟田囚人墓地保存会討議資料 大牟田囚人墓地保存会 2001
- 少年法の思想と発展 法改正をめぐる歴史的アプローチ 信山社出版、2002.6. 法学の泉
- 史料北海道監獄の歴史 網走監獄保存財団、2004.11.
- 大江戸暗黒街 八百八町の犯罪と刑罰 柏書房、2005.11.
- 図説世界監獄史事典 柏書房、2005.9.
- 日本獄制史の研究 吉川弘文館、 2005.11.
- 日本流人島史 その多様性と刑罰の時代的特性 不二出版、2011.11.

## 共編著
- 東邦彦の行刑思想 プレス東京、1973.
- 典獄月形潔とその遺稿 筑前勤王派が彩る北海道開拓の足跡 編著. 福岡矯正管区文化部、1977.11.
- 少年法演習 編著. 新有堂、1981.2.
- 監獄法演習 編著. 新有堂、1982.2.
- 戦犯裁判の実相 茶園義男共著. 不二出版、1987-96
- 「鬼平」を歩く 実録・長谷川平蔵の生涯 佐々木明共著. 下町タイムス社、1997.12.

## 参考
- 日本流人島史―その多様性と刑罰の時代的特性
- 重松一義教授略歴・主要著作目録「中央学院大学法学論叢」2002